# Online-Community

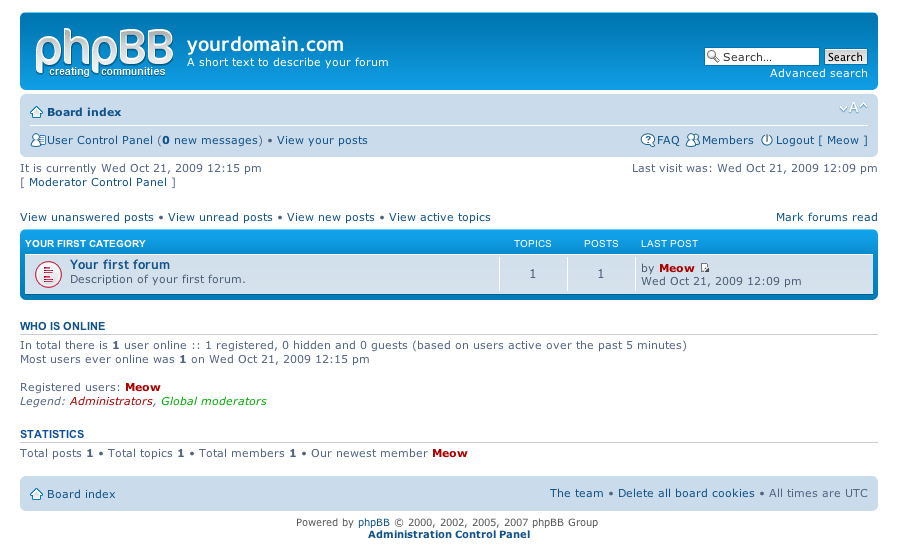
Beispiel eines mit der Software phpBB erstellten Internetforums als technische Grundlage einer Online-Community

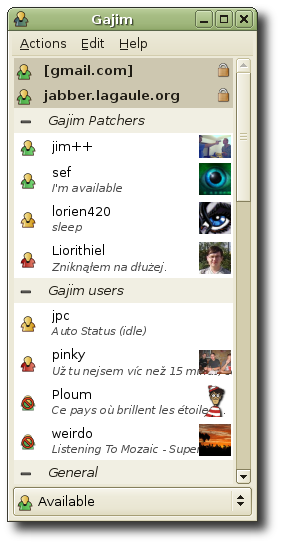
Kontaktliste eines Instant Messenger-Systems mit Community-Teilnehmern, zu denen persönlicher Kontakt gepflegt wird

Eine Online-Community (englisch für Internet-Gemeinschaft) ist eine organisierte Gruppe von Menschen, die im Internet miteinander kommunizieren und teilweise im virtuellen Raum interagieren. Auf der technischen Grundlage eines sozialen Mediums (Social Media), das als Plattform zum wechselseitigen Austausch von Meinungen, Erfahrungen und Informationen eingesetzt wird, ergibt sich ein abgrenzbares soziales Netzwerk von Nutzern mit von ihnen erzeugten Inhalten.

## Begriff
In der Fachliteratur findet sich überwiegend die Bezeichnung Online-Community, seltener virtuelle Community (im Englischen online community mit rund 60 Prozent gegenüber 40 Prozent virtual community). Der Duden online verzeichnet nur das Grundwort Community und gibt bei der Mehrzahl entsprechend dem amtlichen Regelwerk des Rats für deutsche Rechtschreibung die Schreibweise Communitys als einzig korrekte Pluralform an. In der Praxis ist auch die Mehrzahl Communities gebräuchlich.
Bezeichnungen wie die Netzgemeinschaft, Netzgemeinde, Netzcommunity, Internetgemeinschaft, Internetgemeinde, Internet-Community, Internet-Szene usw. werden gerne von Sprachpflegern, Politikern und manchmal Medien genutzt, um etwa in politischen Diskussionen die Gesamtheit der Internet-Benutzer zu bezeichnen. Dabei werden entweder alle Mitglieder aller Online-Communitys als zu einer umfassenden Nutzergemeinschaft gehörend betrachtet – oder die Online-Communitys eines Staates beziehungsweise einer Sprachgemeinschaft werden als Gemeinschaft verstanden (z. B. die deutsche Netzgemeinschaft).

## Einordnung
Eine Community-Plattform im Internet stellt grundlegende Werkzeuge wie E-Mail, Forum, Chatsystem, Instant Messaging, Schwarzes Brett oder Tauschbörse bereit, um den Austausch zwischen ihren Mitgliedern zu ermöglichen und zu organisieren. Vorbedingung zur Nutzung ist fast immer eine Registrierung als Mitglied. Zur angemeldeten Teilnahme wird ein Benutzerkonto angelegt; in den meisten Fällen werden selbstgewählte Pseudonyme als Benutzernamen verwendet. Teilweise erhalten auch nicht-angemeldete Gäste einen Zugang, aber meist sehr eingeschränkt.
Die Internetsoziologie sieht das Internet als gesellschaftlichen Raum und Online-Communitys als Teil der Netzkultur und der Cybergesellschaft (siehe auch Cyberanthropologie), sie erforscht die sozialen Auswirkungen der digitalen Kommunikation auf die Nutzer, vor allem im Hinblick auf Gruppenbildung. Im Marketingbereich werden Konsumverhalten und Produktbindungen in Online-Communitys untersucht (siehe auch Netnographie).

## Geschichte
Als eine der ersten Communitys im Internet kann der netzbasierte Debattierclub The WELL (the Whole Earth ’Lectronic Link) angesehen werden, der 1985 in Sausalito in Nordkalifornien von Stewart Brand und Larry Brilliant gegründet wurde. Allerdings lassen sich auch die ersten Mailinglisten und Newsgroups als abgegrenzte Communitys auffassen (siehe auch Geschichte der sozialen Netzwerke). Der amerikanische Sozialwissenschaftler Howard Rheingold verwendete als erster in seinem Buch The Virtual Community 1993 die Bezeichnung virtuelle Gemeinschaften, die heute als Online-, Net-, Cyber- oder E-Communitys bekannt sind. Mit der Entwicklung zum interaktiven Web 2.0 nahmen ab 2005 die Möglichkeiten zur Communitybildung erheblich zu.

## Ausrichtung
Die Gemeinschaften haben im Einzelfall unterschiedliche, treibende Faktoren, die ihre jeweilige Ausrichtung bestimmen.

### Kommerziell
Eine kommerzielle Online-Community ist ein geschlossenes Netzwerk, das unter Aufsicht eines Unternehmens steht. Die Gemeinschaft nutzt dabei zur Kommunikation die Infrastruktur des Unternehmens. Auch die Moderation und Administration wird meist von dem Unternehmen übernommen. Geschäftliche Online-Communitys erlauben im Unterschied zu nicht-kommerziellen meist nicht die freie Wahl eines Vorstandes und lassen Werbeeinnahmen nicht nur Gemeinschaftszwecken zukommen, sondern nutzen diese, um Gewinn auszuschütten. Eine besondere Form einer kommerziellen Online-Community ist das Kundenforum, das den Kunden die Kommunikation untereinander über die angebotenen Produkte und Dienstleistungen ermöglicht und ihnen den Aufbau einer eigenen Kommunikationsplattform erspart.
Viele geschlossene Social Network-Dienste wie z. B. Facebook sind mit einer kommerziellen Online-Community verbunden und erlauben über ihr System keine Kommunikation mit Mitgliedern anderer Communitys. Dazu zählen auch Dienste mit einer bestimmten Ausrichtung wie z. B. Xing. Hier haben die Gruppen eher thematischen Bezug zum beruflichen Alltag.
Online-Dienstleistungsanbieter verbinden ihr Angebot mit einer kommerziellen Online-Community, um Kunden an sich zu binden. Bei einem Wechsel des Anbieters müssen Kunden auf diese Weise nicht nur die Qualität der jeweiligen Dienstleistung, sondern auch die mit der Dienstleistung verbundene Community beachten. Ein bekannter Anbieter ist der Foto-Hoster Flickr.
Der Mikroblogging-Dienst Twitter ist mit einer geschlossenen kommerziellen Online-Community verbunden. Ähnliche Dienste wie Identi.ca erlauben über den offenen OStatus-Standard die Kommunikation mit beliebigen Personen.
Im Online-Journalismus spielen Leser-, Hörer- und Zuschauer-Communitys bei der Leser-Blatt-Bindung eine wichtige Rolle.
Ab 2002 erscheinen im Internet auch kommerzielle, geschlossene Shopping-Communitys, die erst durch eine Einladung eines Mitgliedes oder mit Hilfe eines sogenannten Club-Schlüssels betreten werden können.

### Themenorientiert
Themenorientierte Communitys erhalten ihre Anziehungskraft aus einem Thema, das alle Nutzer eint. Dies kann ein Hobby sein, wie bei Science-Fiction- und Sport-Communitys, oder der Glaube bei religiösen Communitys, oder politische Diskussionen bei Politcommunitys.

### Methodenorientiert
Wiki-Community
Eine Wiki-Community ist eine Online-Community, die sich um ein Wiki-Projekt herum bildet. Den Nutzern hier geht es im Unterschied zu Nutzern anderer Untergruppen von Online-Communitys darum, gemeinsam – zumeist textliche – Inhalte online zu erstellen und sie anderen Nutzern zur Verfügung zu stellen. So verfolgt beispielsweise die Wikipedia seit ihrer Gründung 2001 das Ziel der „Erstellung eines freien Onlinelexikons in zahlreichen Sprachen“. Über diese Inhaltserstellung finden teilweise heftige Diskussionen statt. Wikis benutzen dafür eine spezielle Wiki-Software und sind weniger über Chat oder Foren organisiert, es finden aber auch Offline-Treffen im realen Leben statt.
Voting- oder Rating-Community
Eine Voting- oder Rating-Community ist eine Online-Community, deren Mitglieder sich einer Bewertung durch andere Mitglieder stellen. Einige dieser Communitys lassen auch Bewertungen durch Nichtmitglieder zu. In den meisten Fällen werden ausschließlich Fotos der Mitglieder zur Bewertung gestellt, die üblicherweise auf einer Rating-Skala mit 0 bis 10 Punkten bewertet werden können. Einige wenige Communitys dieser Art legen jedoch bewusst Wert darauf, dass die Bewertungen nicht nur die Bilder betreffen sollen, sondern den Gesamteindruck aus Fotos, Vorstellungstexten, Beiträgen in eventuell vorhandenen Foren, privatem Kontakt und anderem.
In den meisten Voting-Communitys laufen die Abstimmungen ununterbrochen, es werden höchstens Wochen- oder Monatsbeste gekürt und dann auf der Hauptseite der Community entweder direkt oder per Link präsentiert. Einige wenige Voting-Communitys führen allerdings tatsächlich ein Jahr lang laufende Runden durch und küren am Ende eine Siegerin und/oder einen Sieger, ähnlich Schönheitswettbewerben.

### Entwickler-Community
Eine Entwickler-Community oder Entwicklungs-Community (manchmal auch im Deutschen Entwicklergemeinschaft genannt) ist eine Online-Gemeinschaft, deren Mitglieder zusammen an einem Projekt arbeiten, das durch E-Collaboration (elektronische Zusammenarbeit) eine technische Produktentwicklung vorantreibt. Das Ziel eines solchen Projekts kann Software, elektronische Hardware, Geräte, Maschinen oder ein Bauwerk sein. Jakob Lochner weist darauf hin, dass es „auch draußen in der nicht-digitalen Welt“ Projekte gibt, die ähnlich wie die Entwicklung von freier Software funktionieren. Die meisten Entwickler-Communitys stellen das Ergebnis ihrer Arbeit der Öffentlichkeit unter einer Lizenz zur Verfügung, die den Prinzipien von Open Source entspricht.
Entwicklungs-Communitys sind meist sehr interdisziplinär und ausgerichtet auf das Hinarbeiten auf bestimmte Meilensteine, die in einem Lebenszyklus definiert sind. Koordiniert wird die Arbeit meist durch eine Projektleitung, die aus einer oder mehreren Personen besteht und nur über eine beschränkte Entscheidungsberechtigung verfügt. Wichtige Entscheidungen sowie die Wahl der Projektleitung werden von den meist weltweit verteilten Mitgliedern in Online-Abstimmungen demokratisch bestimmt.
In der Regel werden auf einem per Internet zugänglichen Versionsverwaltungssystem Teile wie Quelltext, technische Zeichnungen, Entwürfe, Softwaretests oder technische Computersimulationen zentral gespeichert. Sitzungen und der Gedankenaustausch zwischen einzelnen Mitgliedern erfolgt meist über ein Instant-Messaging-System wie dem Internet Relay Chat (IRC) oder über eine Mailingliste.
Die Finanzierung der Infrastruktur (Server, Werkstätten, Testlabors) erfolgt entweder durch Spenden von Privatpersonen oder durch Unternehmen, die an den Resultaten der Arbeit einer Entwicklungs-Community interessiert sind. Teilweise stellen Unternehmen von ihnen angestellte Mitarbeiter oder Teile ihrer Infrastruktur einer Gemeinschaft kostenlos zur Verfügung.
Bekannte Beispiele für Projekt-basierte Entwicklungs-Communitys sind:
- Projekte der Apache Software Foundation (Apache HTTP Server oder Apache OpenOffice)
- Projekte der Mozilla Foundation (Firefox, Firefox OS oder Thunderbird)
- Entwicklung des Linux-Kernels
- Entwicklung von Debian GNU/Linux
- Entwicklung von LibreOffice
- Projekte des Global Village Construction Sets (entwickelt etwa 50 unterschiedliche Maschinen)[5]
- Betriebssystem-Projekt GNU
- Projekte der OpenCores (OpenRISC und andere Computer-Hardware-Komponenten)
- Automobil-Projekt OScar

Daneben gibt es auch nicht Einzelprojekt bezogene Entwickler-Communitys. Die Collaboration der Community geht hier über die Grenzen eines einzelnen Projektes hinaus. Der Community bildende gemeinsame Nenner tritt hier durch die gemeinsamen Interessen hervor.
- SourceForge (Filehosting und Distribution von Open-Source-Software)
- Launchpad (Überstützung von Open-Source-Entwicklung für Ubuntu)
- GitHub (Quellcodeverwaltung)
- Bitbucket (Quellcodeverwaltung)
- Stack Overflow (Softwareentwicklung)
- Code Project[7] (Softwareentwicklung)

### Gaming-Community
Eine Gaming-Community oder Spielergemeinschaft ist eine Online-Gemeinschaft, deren Mitglieder zusammen ein Spiel spielen und mehr oder weniger Zeit in die Pflege der Spielergemeinschaft sowie Themen rund um ein Spiel, eine Spiele-Serie oder auch ein Spiele-Genre investieren. Die Gemeinschaft kommuniziert dabei miteinander hauptsächlich durch diverse Online-Tools, aber auch im sogenannten Real Life. Typische Online-Kommunikationsplattformen sind dabei IRC, TeamSpeak, Discord, eigene Internetforen, diverse Instant Messenger sowie Chatprogramme usw.
Ziel dieser Spielergemeinschaften ist vorrangig sich über das Spiel auszutauschen sowie sich für das gemeinsame Spielen zu verabreden. Bei den Spielen handelt es sich meist um Spiele aus den Bereichen MOBA, MMORPG, Ego-Shooter und auch allen möglichen Multiplayer-Spielen.
Zu diesem Zweck werden von der Spielergemeinschaft u. a. die oben erwähnten Kommunikationsplattformen initiiert, verwaltet und gepflegt. Außerdem werden Beiträge zu dem Thema im gesamten Internet verbreitet.
Es wird sich auch über alle mit dem Spiel zusammenhängenden Themen ausgetauscht.
Beispiele hierfür sind:
- Kunst
- Literatur (zu vielen Spielen entstehen Romane, sowie Sachbücher)
- Erstellung von Tutorials und Guides
- Action-Figuren, die dem entsprechenden Spiel-Universum angehören
- Weiterführung und Erweiterung von Spielen (sogenanntes Modding)